# Gracie Lawrence
Gracie Bea Lawrence (New York, 16 marzo 1997) è un'attrice e cantante statunitense membro della band dei Lawrence, fondata assieme al fratello Clyde.

## Biografia

### Primi anni
Gracie Lawrence è nata a New York, figlia secondogenita del regista Marc Lawrence e di sua moglie Linda; ha un fratello maggiore, Clyde, e uno minore, Linus. Lawrence ha frequentato la Dalton School di New York diplomandosi nel 2015 per poi proseguire gli studi all'Università Brown, da cui però si è presa un anno di pausa per partecipare a un tour coi Lawrence, band fondata assieme al fratello maggiore e coi quali ha iniziato ad esibirsi durante i primi anni del liceo. Successivamente decide di lasciare gli studi per concentrarsi a tempo pieno sulla carriera musicale.

### Carriera
Lawrence ha iniziato a recitare all'età di undici anni, comparendo in un ruolo minore in Phoebe in Wonderland, al fianco di Elle Fanning. Un anno dopo, nel 2009, si è esibita a Broadway prendendo parte allo spettacolo Brighton Beach Memoirs e ha interpretato Lucy Granger nel film Che fine hanno fatto i Morgan?. Ha in oltre preso parte in un ruolo minore al film Lo spaventapassere di David Gordon Green e a serie televisive quali The Good Wife, The Americans, Younger e Billions.
Nel 2018 ha ottenuto il ruolo di Julie Gardner nel cast principale della serie CBS One Dollar, con Leslie Odom Jr. e John Carroll Lynch, ricevendo nello stesso anno un articolo dedicato sulla rivista Town & Country. Il 2 aprile 2024 è stato annunciato che si sarebbe unita al cast principale della commedia drammatica HBO Max di Mindy Kaling The Sex Lives of College Girls per la terza stagione.

## Filmografia

### Cinema
- Phoebe in Wonderland, regia di Daniel Barnz (2008)
- Che fine hanno fatto i Morgan? (Did You Hear About the Morgans?), regia di Marc Lawrence (2009)
- A Little Help, regia di Michael J. Weithorn (2010)
- Lo spaventapassere (The Sitter), regia di David Gordon Green (2011)
- Adam, regia di Rhys Ernst (2019)
- Noelle, regia di Marc Lawrence (2019)
- Girl Power - La rivoluzione comincia a scuola (Moxie), regia di Amy Poehler (2021)

### Televisione
- The Good Wife - serie TV, episodio 4x08 (2012)
- The Americans - serie TV, episodio 2x01 (2014)
- Younger - serie TV, episodio 2x01 (2016)
- One Dollar - serie TV, 8 episodi (2018)
- Billions - serie TV, 2 episodi (2021-2022)
- The Sex Lives of College Girls - serie TV, 8 episodi (2021-2025)

### Videoclip musicali
- Brasstracks degli Hola Ya (ft. Lawrence), regia di Dave Fritz (2020)

## Teatro
- Brighton Beach Memoirs (Nederlander Theatre, 2009)

## Discografia

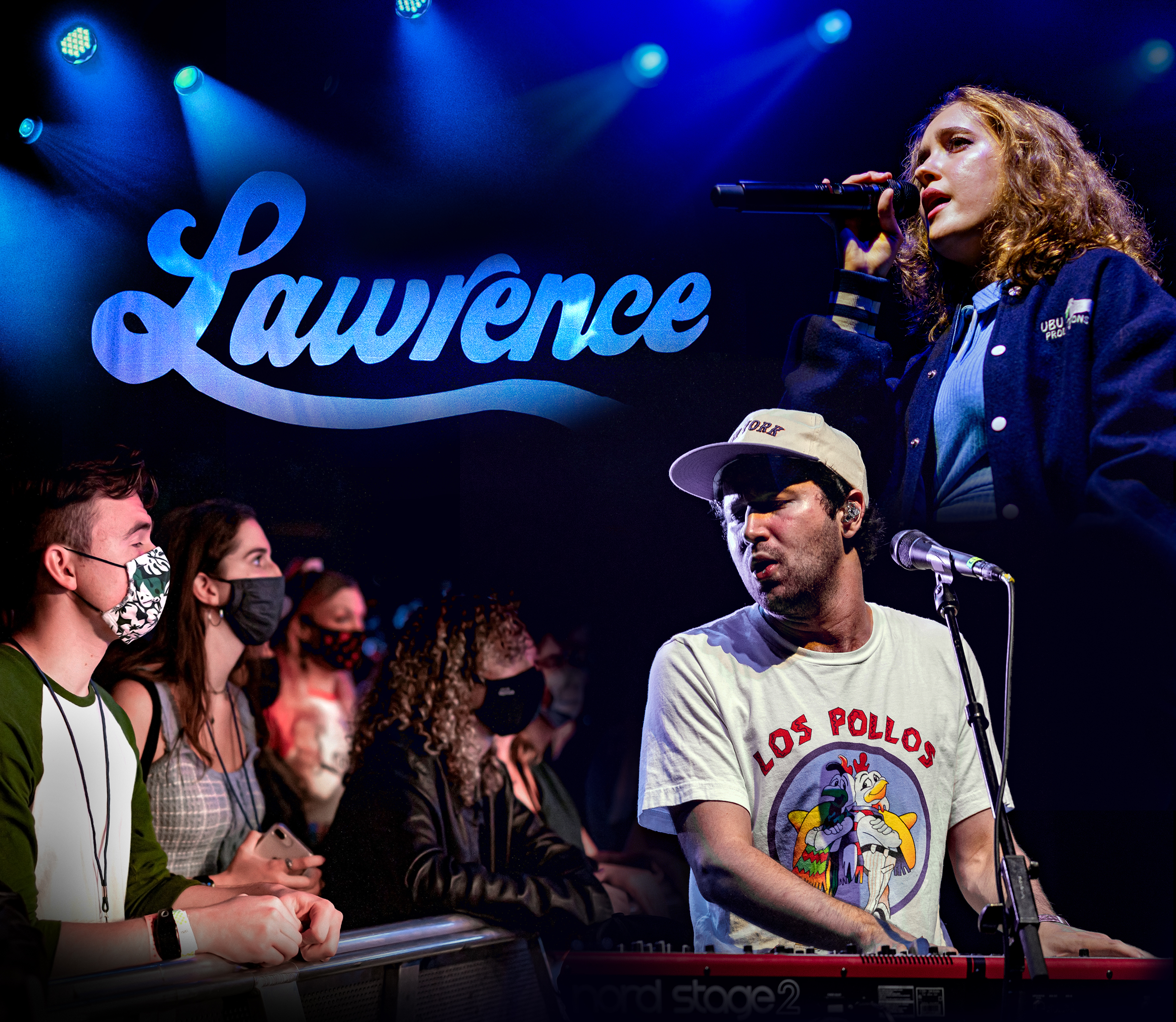
I Lawrence al Novo di Los Angeles.

### Con i The Clyde Lawrence Band
- 2013 – Homesick, EP

### Con i Lawrence
- 2016 – Breakfast
- 2018 – Living Room
- 2021 – Hotel TV
- 2024 – Family Business

## Doppiatrici italiane
Nelle versioni in italiano delle opere in cui ha recitato, Gracie Lawrence è stata doppiata da:
- Emanuela Ionica in Lo spaventapassere
- Vittoria Bartolomei in Billions